# 800 mètres masculin aux championnats du monde d'athlétisme 1995
Navigation
Stuttgart 1993 Athènes 1997
L'épreuve du 800 mètres masculin des championnats du monde d'athlétisme 1995 s'est déroulée du 5 au 8 août 1995 à l'Ullevi Stadion de Göteborg, en Suède. Elle est remportée par le Danois Wilson Kipketer.

## Résultats

### Finale
| Rang               | Athlète              | Pays       | Temps         | Notes |
| ------------------ | -------------------- | ---------- | ------------- | ----- |
| Médaille d'or      | Wilson Kipketer      | Danemark   | 1 min 45 s 08 |       |
| Médaille d'argent  | Arthémon Hatungimana | Burundi    | 1 min 45 s 64 |       |
| Médaille de bronze | Vebjørn Rodal        | Norvège    | 1 min 45 s 68 |       |
| 4                  | Nico Motchebon       | Allemagne  | 1 min 45 s 97 |       |
| 5                  | Brandon Rock         | États-Unis | 1 min 46 s 42 |       |
| 6                  | José Parrilla        | États-Unis | 1 min 46 s 44 |       |
| 7                  | Andrea Giocondi      | Italie     | 1 min 47 s 78 |       |
| 8                  | Mark Everett         | États-Unis | 1 min 53 s 12 |       |

## Légende
Records et Performances
- AR : Record continental (area record)
- CR : Record des championnats (championship record)
- MR : Record du meeting (meet record)
- NR : Record national (national record)
- OR : Record olympique (olympic record)
- PR : Record paralympique (paralympic record)
- PB : Record personnel (personal best)
- SB : Meilleure performance personnelle de la saison (season's best)
- WL : Meilleure performance mondiale de l'année (world leader)
- WJR : Record du monde junior (world junior record)
- WR : Record du monde (world record)

Circonstances et Conditions
- DNF : N'a pas terminé (did not finish)
- DNS : N'a pas pris le départ (did not start)
- DQ : Disqualification (disqualification)
- NM : Aucun essai valable enregistré (No Mark)
- Q : Qualifié « directement » au prochain tour (ou à la prochaine compétition), lors d'une compétition majeure, grâce au classement ou à la réalisation des minima (automatic qualifier)
- q : Qualifié au prochain tour (ou à la prochaine compétition), lors d'une compétition majeure, grâce au repêchage ou à la réalisation de l'une des meilleures performances parmi celles des « non qualifiés directement » (grâce au meilleur temps ou à la meilleure distance par exemple) (secondary qualifier)